# Islamofeixisme
L'islamofeixisme o feixisme islàmic és un neologisme controvertit nascut als anys 1990 i que fa referència "la utilització de la fe en l'islam com a capa per fer la promoció d'una ideologia totalitària" similar als "moviments feixistes europeus del principi de segle XX". En particular, sota la denominació de nazislamisme, el terme fa referència als vincles mutus entre el nazisme i l'islam. El terme va ser encunyat per primer cop l'any 1990 sota la ploma de Malise Ruthven en un article al The Independent. A Catalunya la màxima divulgadora d'aquest terme, qui en denuncia amb vehemència públicament la ideologia, és la periodista, escriptora i política Pilar Rahola.

## Anàlisi

### Vincles entre islamisme i totalitarisme
Els defensors de la utilització d'aquest terme tradueixen el concepte mitjançant el principi que el món musulmà i les societats islàmiques presenten dificultats particulars per institucionalitzar la diversitat política i a causa de això, es refugien en governs autoritaris on "el feixisme islàmic és la regla, en lloc de l'excepció". Michel Onfray, filòsof i assagista francès, posa la revolució iraniana i del règim de Khomeini com a exemples del naixement d'un "autèntic feixisme islàmic" a l'Iran.

Els detractors del concepte, com ara l'Stefan Durand que així ho deixa palès en articles a Le Monde, consideren que, ans al contrari, si "alguns elements del feixisme tradicional es poden detectar dins els moviments fonamentalistes musulmans: la dimensió paramilitar, el sentiment d'humiliació i el culte al cap carismàtic (dintre d'una certa relativitat i poc comparable amb els cultes al Duce o al Führer) […] totes les altres dimensions (nacionalisme expansionista, corporativisme, burocràcia, culte al cos…), fonamentals dins el feixisme, no hi són". Segons ell, la noció d'islamofeixisme és un amalgam que té per objectiu reciclar la "guerra contra el terrorisme" en forma de "guerra contra el feixisme islàmic" mitjançant l'agrupació en un mateix sac d'organitzacions diferents com ara Al-Qaida, Germans Musulmans, Hamas, Hezbol·lah,... fent d'aquests moviments els successors del nacisme i del comunisme".

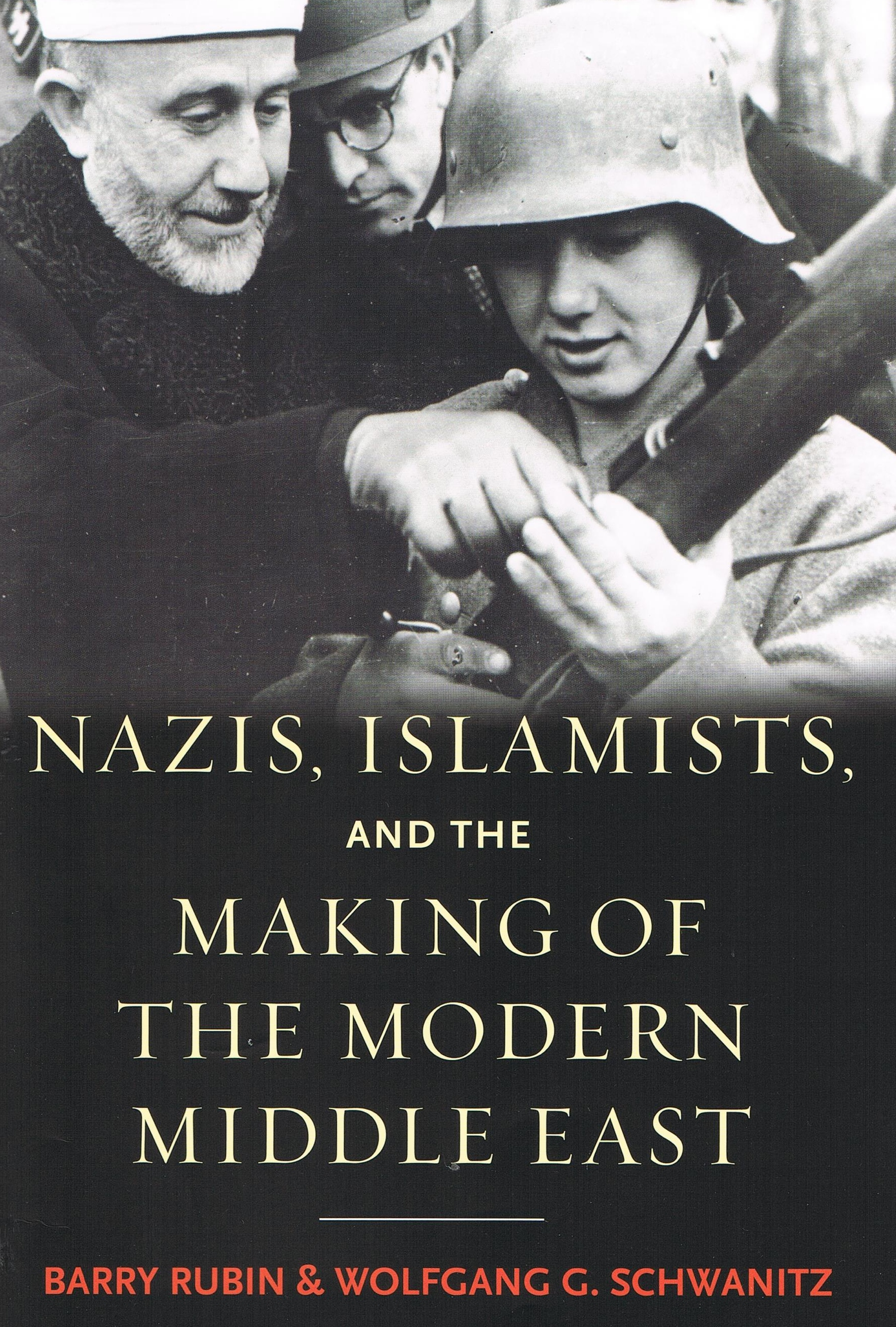

D'ençà els atemptats del mes de gener del 2015 a París, diferents personalitats franceses, tunisianes i d'altres nacionalitats han anat utilitzant aquest terme. A Catalunya una de les fermes defensores de la utilització del terme per definir l'islam radical és d'ençà uns cinc anys Pilar Rahola.

### Nazislamisme
Dins del context del conflicte israelopalestinià, ha aparegut una certa polèmica al voltant de la figura del muftí de Jerusalem, Hadj Amin al-Husseini, que hauria estat un dels impulsors de la influència mútua entre el nazisme i l'islam, és a dir, del nazislamisme.
Segons que exposa l'assagista Ivan Rioufl, l'islamofeixisme és un nazislamisme que s'alimenta de la doctrina hitleriana "el culte a l'home superior, la submissió al guia, l'odi a les democràcies, el projecte de genocidi contra els jueus d'Israel, i una història comuna en la qual s'hi troba les traces de la 13 divisió de la Waffen SS musulmana, creada l'any 1943 pel gran muftí de Jerusalem aMIN aL-husseini, qui havia teixit aliances amb Hitler donant suport a la seva política antijueva".
En un llibre que, segons els autors, es basa "en recerques noves dins els arxius europeus, americans i mig-orientals, la majoria dels documents de les quals no s'havien parlat mai", els historiadors Barry Rubin i Wolfgang G. Schwanitz, el muftí de Jerusalem era "amic i confident d'Adolf Hitler" i hauria estat "l'arquitecte de l'Holocaust".